# Johvani Ibarra
Oswaldo Johvani Ibarra Carabalí (ur. 8 września 1969 w Ambuquí) – piłkarz ekwadorski grający na pozycji bramkarza.

## Kariera klubowa
Pierwszym klubem Ibarry w karierze był stołeczny CD El Nacional. W 1992 roku zadebiutował w jego barwach w ekwadorskiej Serie A i w swoim pierwszym sezonie wywalczył mistrzostwo kraju. Do końca 1994 roku był rezerwowym golkiperem w klubie, a w pierwszym składzie zaczął występować w sezonie 1995. W 1996 roku po raz drugi w karierze został mistrzem Ekwadoru. W 1998 roku dotarł z Nacionalem do półfinału Copa Merconorte. Kolejny sukces osiągnął w 2005 roku, gdy został mistrzem fazy Clausura. W Nacionalu grał do 2007 roku i rozegrał dla tego klubu 464 ligowe spotkania. W 2008 roku odszedł do lokalnego rywala Nacionalu, zespołu Deportivo Quito. Później grał w klubach Imbabura SC, Independiente del Valle i Clan Juvenil. Zakończył karierę w 2014.

## Kariera reprezentacyjna
W reprezentacji Ekwadoru Ibarra zadebiutował 5 lutego 1997 roku w przegranym 1:3 towarzyskim spotkaniu z Meksykiem. W 2002 roku został powołany przez selekcjonera Hernána Darío Gómeza do kadry na Mistrzostwa Świata 2002. Tam był rezerwowym dla Joségo Cevallosa i nie wystąpił w żadnym spotkaniu. Ostatni mecz w kadrze narodowej rozegrał w 2004 roku po Copa América 2004.
Uczestniczył także w rozgrywkach Copa América 1997, Copa América 2001 oraz jako rezerwowy bramkarz w Copa América 1999. Łącznie wystąpił w 27 meczach reprezentacji Ekwadoru.